# 马谡
馬謖（190年—228年），字幼常，荊州襄陽宜城（今湖北宜城）人。蜀漢參軍，也是侍中马良之弟。初以荆州从事跟随刘备取蜀入川，曾任绵竹、成都令、越嶲太守。

## 生平

### 入川征蜀
马谡出生于190年。馬謖少時素有才名，和兄長們並稱為“馬氏五常”。馬謖和馬良曾同為荊州從事，劉備入川時，馬謖跟隨大軍同行。

### 賞識提拔
馬謖歷任綿竹令、成都令、越雋太守，由於才華橫溢得到諸葛亮的賞識，馬謖才氣過人，好論軍計，《三國志》多次提到，蜀漢丞相諸葛亮向來對他倍加器重。

### 言過其實
馬謖熟悉軍法卻並未實際上過戰場，因此劉備臨終前曾告誡諸葛亮：「馬謖說的話大過實際的本領，不可以委以重任，請丞相務必好好觀察他。」但諸葛亮不認同此看法，任命馬謖為參軍，經常和他日夜談論軍議。

### 南征方針
馬謖在諸葛亮南征孟獲之時，曾于出兵前向諸葛亮提出“攻心為上，攻城為下；心戰為上，兵將為下”的戰略方針，而諸葛亮也採用了，最後蜀漢南疆直到滅亡未再有大型戰事。

### 失守街亭

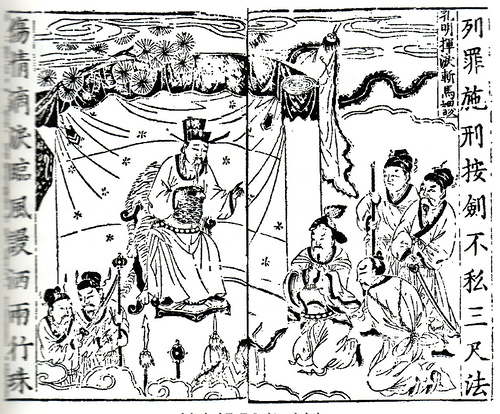
孔明挥泪斩马谡

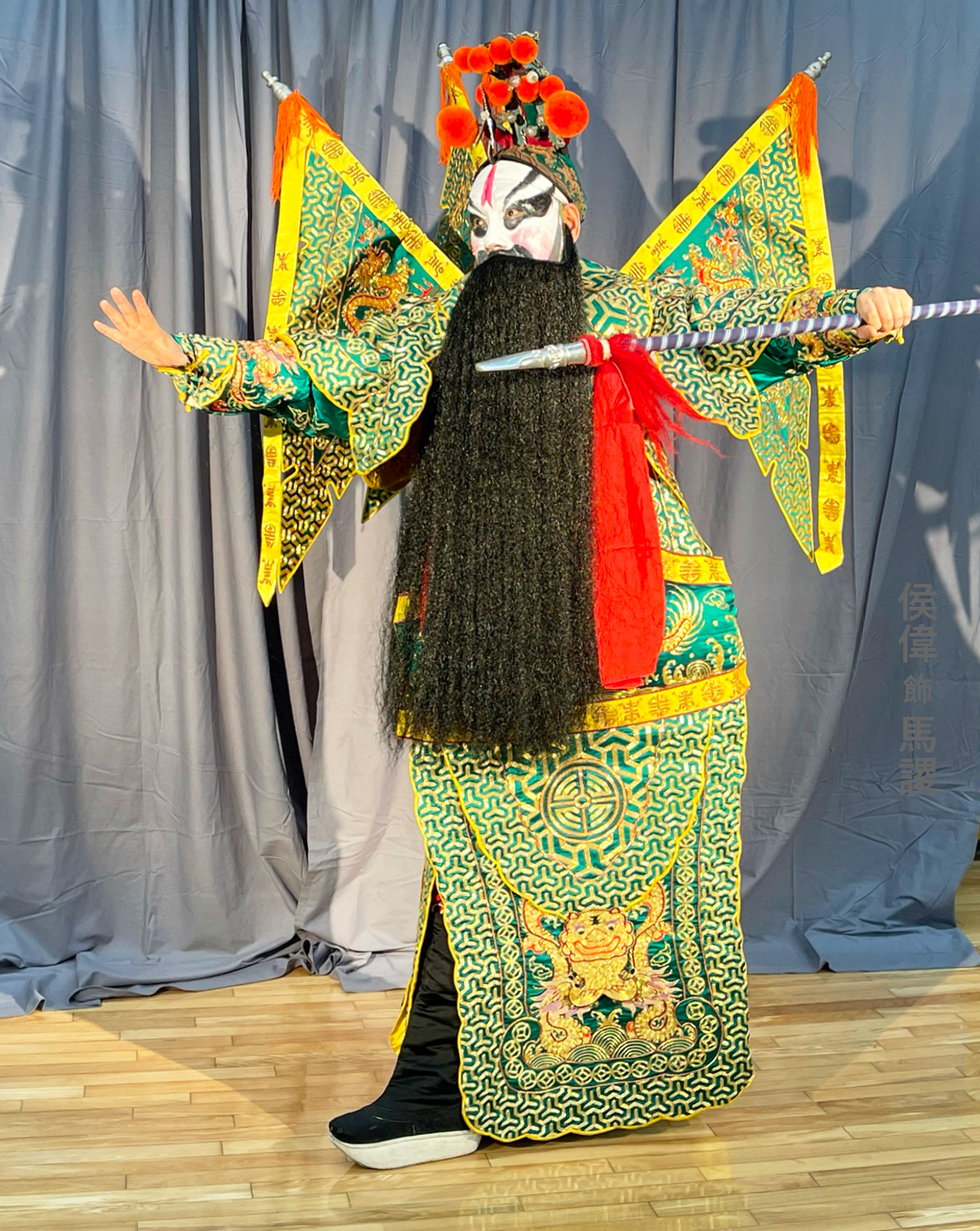
京劇《失街亭》的馬謖

228年諸葛亮出祁山，獨排眾議不用宿將魏延、吳懿，反而提拔參軍馬謖為主帥。之後馬謖在街亭佈陣時違背諸葛亮交代，且不聽副將王平諫言，自認居高臨下可勢如破竹，便捨水上山佈陣。魏軍大將張郃進軍街亭，偵察到馬謖捨水上山，心中大喜，立即揮兵切斷水源，掐斷糧道，將馬謖部隊圍困於山上，縱火燒山。蜀軍饑渴難忍，軍心渙散，不戰自亂。張郃命令軍隊乘勢進攻，蜀軍大敗。原本当时祁山守将高刚已有投降之意，但此役使蜀軍進退無據，不得已放棄隴右三郡，退守漢中。《三國志‧向朗傳》則提到馬謖棄軍而逃，並未主動向諸葛亮請罪，向朗向來與馬謖友好，知情不報。事發後，馬謖被捕入監。諸葛亮以自失律而敗喪其師，遂上表自貶三級，斬馬謖及將軍张休、李盛以謝眾人，剝奪将军黄袭等兵權，《三國志》作者陳壽父親為馬謖參軍，遭到髡刑處罰。而諸葛亮憎恨向朗包庇馬謖之行為，免向朗官職還歸成都。（《馬良傳附馬謖》則記載馬謖下獄後病故。）

### 刑前遺書及死後
據《三國志‧馬謖傳》中注《襄陽記》載，馬謖臨死前寫信給諸葛亮道：「明公您視馬謖如同自己的孩子，馬謖亦視您為父親。希望您能仿效堯誅鯀而用禹之義，也不枉我們平日的交情，馬謖雖死也無恨於黃泉。」馬謖死後，軍中十萬人為其落淚，諸葛亮亦痛哭，並親自為其祭祀，也照顧馬謖遺孤一生。
諸葛亮斬馬謖之前，李邈曾經上前勸阻，但因諫言不合諸葛亮的意願，故李邈被遣返蜀地。
當時蔣琬在漢中向諸葛亮說：「以前楚成王殺成得臣，然後晉文公聽到這件事情相當高興，天下還沒一統就殺了這樣智慧謀略的策士，怎一點都不可惜啊！」於是諸葛亮流淚反駁：「孫武當時能勝任天下人的原因，就是用法明確。當時揚亂了法律，魏絳就殺了他的僕人。現在四海分裂，才開始出兵打仗，如果現在還恢復那些廢法，我們還用來討賊（曹魏）做什麼啊！」

## 家族

### 兄長
- 馬良（字季常），馬謖之四兄。
  - 馬秉，馬良子。

馬謖臨死曾求諸葛亮照顧其子，因此他應至少有一子，但史書並未記載其子之名。

## 评价
- 刘备：“马谡言过其实，不可大用。”（《三国志·卷三十九·蜀书九·董刘马陈董吕传第九》）
- 陈寿：“兄弟五人，并有才名。”；“才器过人，好论军计，丞相诸葛亮深加器异。”（《三国志·卷三十九·蜀书九·董刘马陈董吕传第九》）
- 刘禅：“街亭之役，咎由马谡。”（《三国志·蜀书五》）
- 曹叡：“马谡、高翔，望旗奔败。”（《三国志·郭淮传》）
- 蔣琬：「天下未定而戮智計之士，豈不惜乎！」（《三国志·卷三十九·蜀书九·董刘马陈董吕传第九·襄陽記注》）
- 习凿齿：“诸葛亮之不能兼上国也，岂不宜哉！夫晋人规林父之后济，故废法而收功；楚成闇得臣之益己，故杀之以重败。今蜀僻陋一方，才少上国，而杀其俊杰，退收驽下之用，明法胜才，不师三败之道，将以成业，不亦难乎！且先主诫谡之不可大用，岂不谓其非才也？亮受诫而不获奉承，明谡之难废也。为天下宰匠，欲大收物之力，而不量才节任，随器付业；知之大过，则违明主之诫，裁之失中，即杀有益之人，难乎其可与言智者也。”（《三国志·卷三十九·蜀书九·董刘马陈董吕传第九》）
- 司马光：“越巂太守马谡才器过人，好论军计。”（《资治通鉴·卷七十一》）
- 胡寅：“街亭之败，罪由马谡；箕谷之败，咎自邓芝。兵多于贼反为贼所败，而诸葛公以为病在一人。”（《致堂读史管见》）
- 李贽：“马谡妄自尊大，一味糊涂，一味自是，及到魏兵围定，莫展一筹，待救兵而已。极以今时说大话秀才，平时议论凿凿可听，孙、吴莫及也，及至临事，惟有缩颈吐舌而已。真可发一大噱也。”（汇评三国志演义）

## 民间文化

### 歇后语
- 馬謖用兵——言過其實
- 諸葛亮揮淚斬馬謖——顧全大局
- 孔明斬馬謖——咬牙忍痛

### 俗語
- 揮淚斬馬謖

### 京劇
- 失空斩

### 動漫形象
- 三國志
- 三國演義
- 漫畫 火鳳燎原（陳某）: 設定於劉備攻打荆南四郡時登場，

### 影視形象
- 中國中央電視台電視劇《三國演義》（1994年）：由张治中飾演馬謖。
- 電影《诸葛孔明》（1996年）：由任明生飾演馬謖。
- 中國電視劇《卧龙小诸葛》（2001年）：由释小龙飾演馬謖。
- 中國電視劇《三国》（2010年）：由郑仕明飾演馬謖。
- 中國電視劇《軍師聯盟》（2017年）：由刘广楠飾演馬謖。

## 延伸阅读
[在维基数据编辑]
 《三國志·卷39》，出自陳壽《三國志》
 在维基共享资源阅览影像